# 이하나
이하나(1982년 9월 23일 ~ )는 대한민국의 배우다.

## 학력
- 서울대모초등학교 (1995년 졸업)
- 대왕중학교 (1998년 졸업)
- 개포고등학교 (2001년 졸업)
- 단국대학교 천안캠퍼스 생활음악과 (졸업)

## 생애
이하나는 1982년 9월 23일 서울특별시 강남구 개포동에서 아버지 이대헌과 어머니 정인화 사이에서 1남 1녀 중 둘째로 태어나 1989년 서울왕북초등학교에 입학하였다. 1994년 10월 왕북초등학교에서 일부 학급이 분리되면서 서울대모초등학교가 개교하면서 분리 수용되었고, 1995년에 졸업하였다. 가족으로는 작곡가인 아버지 이대헌(李大憲)과 어머니 정인화(鄭仁華), 오빠 1명이 있다.
2006년 드라마 《연애시대》에서 유은호(손예진 분)의 친동생 유지호 역으로 배우로서 정식 데뷔했다. 2007년에는 전윤수 감독의 《식객》에서 여주인공인 진수 역을 맡아 연기하면서 스크린에도 데뷔했다. 《이하나의 페퍼민트》 진행자로 활동했을 당시에는 출연자와 듀엣으로 노래를 부르거나 기타를 치며 노래를 부르는 모습을 자주 보여주었다. 2017년 부터 2021년까지 드라마 《보이스》, 《보이스 2》, 《보이스 3》, 《보이스 4》에서 4시즌 동안 강권주 역을 맡으며 골든타임팀 112 신고센터장으로서 인상 깊은 연기를 보였으며 특히 《보이스 4》 에서는 여성 서커스맨 악역 모습까지 1인 2역을 열연하며 호평을 받았다. 2022년 KBS 2TV 주말드라마 《삼남매가 용감하게》에서 김태주 역을 맡으며 주연배우로 활약하였다.

## 작품 목록

### 드라마
| 연도 | 제목                   | 역할          | 비고            |
| ---- | ---------------------- | ------------- | --------------- |
| 2006 | 《연애시대》           | 유지호        | 16부작          |
| 2007 | 《꽃피는 봄이 오면》   | 문채리        | 16부작          |
| 2007 | 《메리대구 공방전》    | 황메리        | 16부작          |
| 2008 | 《태양의 여자》        | 윤사월/신지영 | 20부작          |
| 2009 | 《트리플》             | 최수인        | 16부작          |
| 2014 | 《고교처세왕》         | 정수영        | 17부작          |
| 2015 | 《착하지 않은 여자들》 | 정마리        | 24부작          |
| 2015 | 《오 나의 귀신님》     | 라디오DJ      | 목소리 특별출연 |
| 2015 | 《짝퉁 패밀리》        | 김은수        | 단막극          |
| 2017 | 《보이스》             | 강권주        | 16부작          |
| 2018 | 《미스트리스》         |               | 특별출연        |
| 2018 | 《보이스 2》           | 강권주        | 12부작          |
| 2019 | 《보이스 3》           | 강권주        | 16부작          |
| 2020 | 《반의 반》            | 문순호        | 12부작          |
| 2021 | 《보이스 4》           | 강권주        | 14부작          |
| 2022 | 《삼남매가 용감하게》  | 김태주        | 51부작          |
| TBA  | 《보이스 5》           | 강권주        |                 |

### 영화
| 연도 | 제목                  | 역할   | 비고     |
| ---- | --------------------- | ------ | -------- |
| 2007 | 《식객》              | 김진수 |          |
| 2009 | 《시간의 춤》         |        | 나레이션 |
| 2010 | 《페어 러브》         | 남은   |          |
| 2012 | 《R2B: 리턴투베이스》 | 오유진 |          |
| 2015 | 《특종: 량첸살인기》  | 정수진 |          |
| TBA  | 《여름방학》          | 정순   |          |

## 기타 활동

### 진행
- MBC 특별기획 장애인 페스티벌 (MBC, 2007년 8월)
- 이하나의 페퍼민트 (KBS2, 2008년 11월 21일 ~ 2009년 4월 17일)
- 퀸 연아! 나는 대한민국이다 나레이션 (MBC, 2009년 5월 17일)

### 경력
- 그랜드 민트 페스티벌 레이디(2008년 10월)[3]

## 음반

### 참여 앨범
- 《연애시대 OST》
- 《꽃피는 봄이 오면 OST》
- 《메리대구공방전 OST》
- 《식객 OST》
- 《페어 러브 OST》
- 《We Online》

## 홍보대사
- 2007년 농식품소비촉진 홍보대사[4]
- 2009년 제46회 대종상영화제 홍보대사[5]
- 2011년 장애인허브나눔캠페인 홍보대사[6]
- 2016년 서울시 홍보대사[7]
- 2018년 경찰청 명예경찰관[8]
- 2021년 제주화장품 인증제도(JCC) 홍보 서포터즈[9]

## 수상 및 후보
| 연도 | 시상식                         | 부문                                | 작품                        | 결과 |
| ---- | ------------------------------ | ----------------------------------- | --------------------------- | ---- |
| 2006 | SBS 연기대상                   | 뉴스타상                            | 연애시대                    | 수상 |
| 2007 | 제43회 백상예술대상            | TV부문 여자 신인연기상              | 연애시대                    | 후보 |
| 2007 | MBC 연기대상                   | 여자 신인연기상                     | 메리대구 공방전             | 수상 |
| 2007 | KBS 연기대상                   | 여자 신인연기상                     | 꽃피는 봄이 오면            | 후보 |
| 2008 | 제44회 백상예술대상            | 영화부문 여자 신인연기상            | 식객                        | 후보 |
| 2008 | 제45회 대종상                  | 신인여우상                          | 식객                        | 후보 |
| 2008 | 제17회 부일영화상              | 신인 여자연기상                     | 식객                        | 후보 |
| 2008 | 제7회 대한민국 영화대상        | 신인여우상                          | 식객                        | 후보 |
| 2008 | 제29회 청룡영화상              | 신인여우상                          | 식객                        | 후보 |
| 2008 | KBS 연기대상                   | 여자 인기상                         | 태양의 여자                 | 후보 |
| 2008 | KBS 연기대상                   | 미니·수목드라마부문 여자 우수연기상 | 태양의 여자                 | 수상 |
| 2015 | KBS 연기대상                   | 여자 연작·단막극상                  | 드라마 스페셜 - 짝퉁 패밀리 | 수상 |
| 2015 | KBS 연기대상                   | 베스트 커플상 (with 송재림)         | 착하지 않은 여자들          | 후보 |
| 2022 | KBS 연기대상                   | 장편드라마부문 여자 우수연기상      | 삼남매가 용감하게           | 수상 |
| 2022 | KBS 연기대상                   | 여자 인기상                         | 삼남매가 용감하게           | 후보 |
| 2022 | KBS 연기대상                   | 베스트 커플상 (with 임주환)         | 삼남매가 용감하게           | 후보 |
| 2023 | 제9회 아시아태평양 스타 어워즈 | 장편드라마부문 여자 최우수연기상    | 삼남매가 용감하게           | 후보 |